# Мерсин
Мерсин (тур. Mersin) је град у Турској у вилајету Мерсин. Према процени из 2009. у граду је живело 700.736 становника.

## Географија
Мерсин лежи дуж око 3 0km обале Средоземног мора на крајњем западном крају киликијске равнице, 65 км југозападно од Адане.

### Клима
Мерсин има средоземну климу по Кеппеновој класификацији климе, с врућим летима и благим кишним зимама. Просечна количина падавина за Мерсин износи 661,2 mm годишње. 

## Историја
Мерсин је новији град израстао у 19. веку, који лежи на месту непознатог античког насеља. Остаци римског лучког града Соли Помпеиополис леже западно од центра града. Искапања на локалитету званом Јумук Тепеси, 3 km северно од средишта, открила су насеље из неолита. То насеље било је утврђено већ око 3600. п. н. е. и поновно током Старог хетитског краљевства (око 1750.-1460. п. н. е.) и Новог хетитског краљевства (око 1460.-1200. п. н. е.), али је напуштено након оснивања Помпеиополиса.
Мерсин је ештачка лука, изграђена за извоз пољопривредних производа и руда из Киликије и југоисточне Анадолије. Локација за луку је изабрана због чисте воде, без муља и добрих жељезничких и друмских веза с унутрашњошћу. Крак пруге који повезује Мерсин са Аданом изграђен је 1866, за потребе извоза памука.

## Становништво
Према процени, у граду је 2009. живело 700.736 становника.
| 1990.   | 2000.   |
| ------- | ------- |
| 481.459 | 633.691 |